# 守衛捷蟻
守卫捷蚁（学名：Anoplolepis custodiens）是捷蚁属下的一种红褐色蚂蚁，英文俗名为“Common Pugnacious Ant”（常见好斗蚁）。原分布地为非洲撒哈拉沙漠以南地区，其在当地被认为是一种原生害虫。目前尚未有证据显示守卫捷蚁有在其原分布地范围以外建立了种群，不过在美国入境海关处偶尔能拦截到这种蚂蚁。守卫捷蚁的一些生活史特征表明：如果这种蚂蚁成功地在原分布地以外建立了种群，那么其很有可能会成为一种严重的害虫。

## 习性
由于守卫捷蚁对南非农业系统（特别是葡萄园）的影响，目前对守卫捷蚁的研究相对比较充分。在南非的卡鲁南部地区的自然栖息地中，这种蚂蚁筑巢于开阔、隔热性好的土地里，以活的或死的动物、蜜露和花蜜为食。这种蚂蚁是多后制的，生性非常好斗，在农业种植地带对其它蚁种具有绝对优势地位，特别是在有蜜露食源的地方。在以往的研究中有提到这种蚂蚁的不同蚁群间不会互相攻击，这个特点被认为促进了这种蚂蚁在本地的入侵性扩张。已经有研究提出，在非洲以外的有开放林冠的亚热带国家，守卫捷蚁有潜力成为严重的入侵物种，因此在非洲以外的国家要在检验检疫上对这种蚂蚁引起注意。

## 分布
博茨瓦纳、肯尼亚、莱索托、莫桑比克、纳米比亚、南非、斯威士兰、 坦桑尼亚、津巴布韦。

## 图片

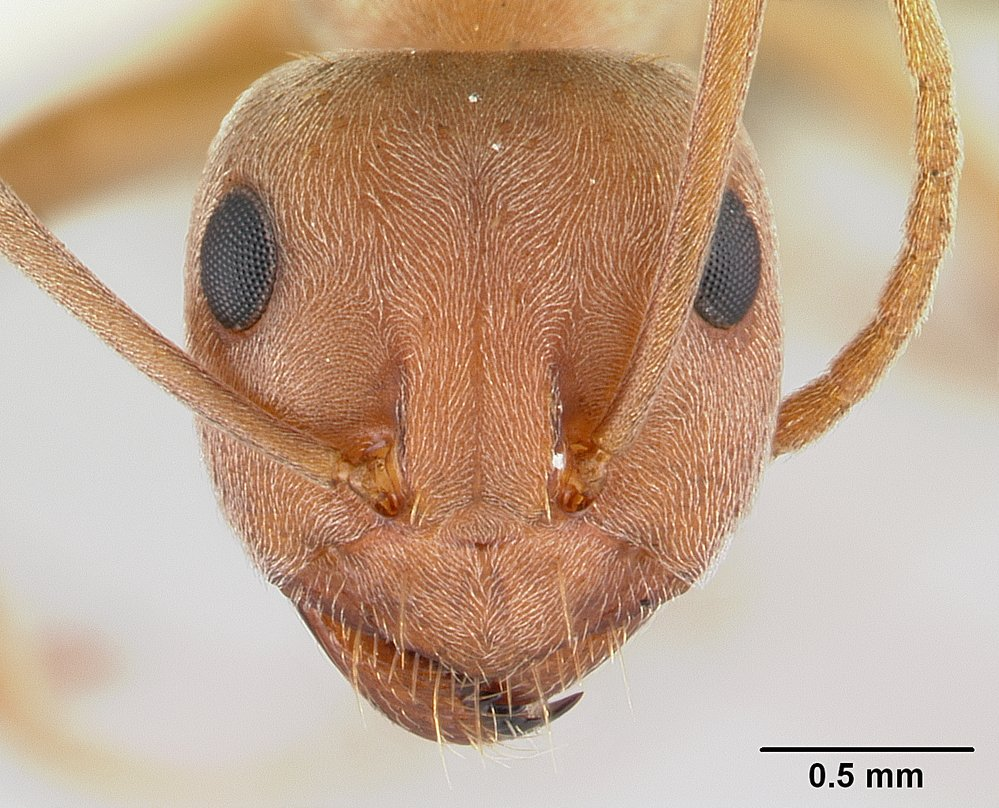
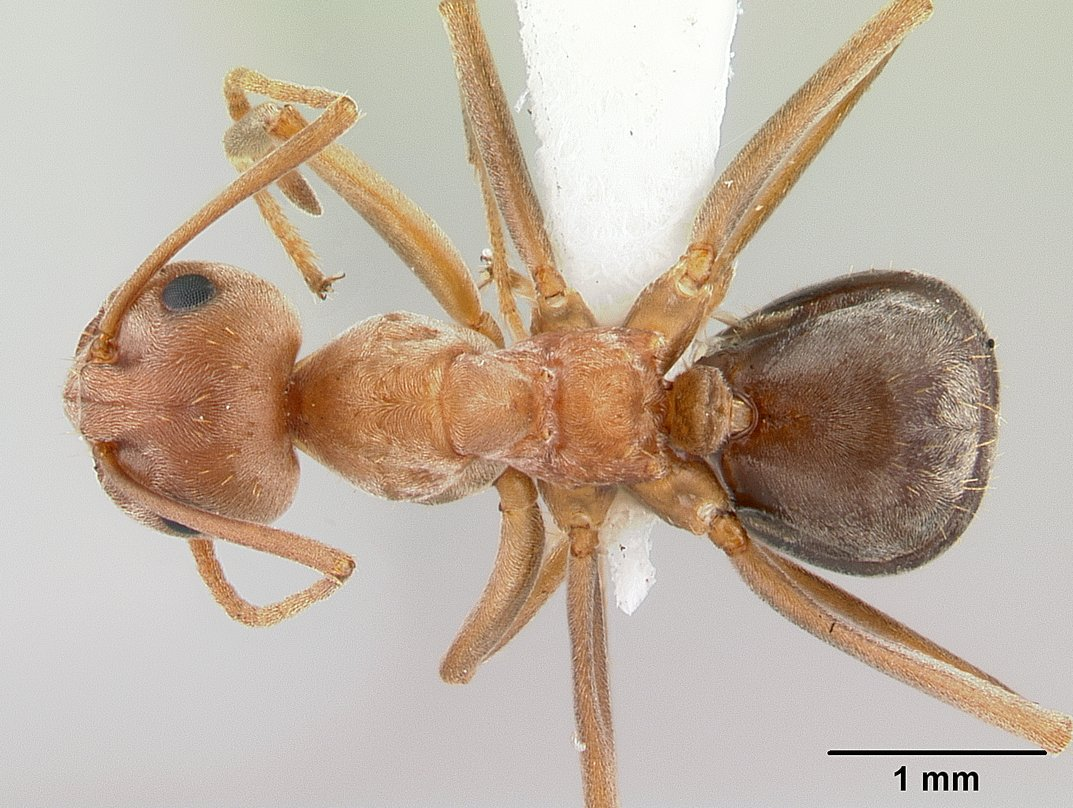
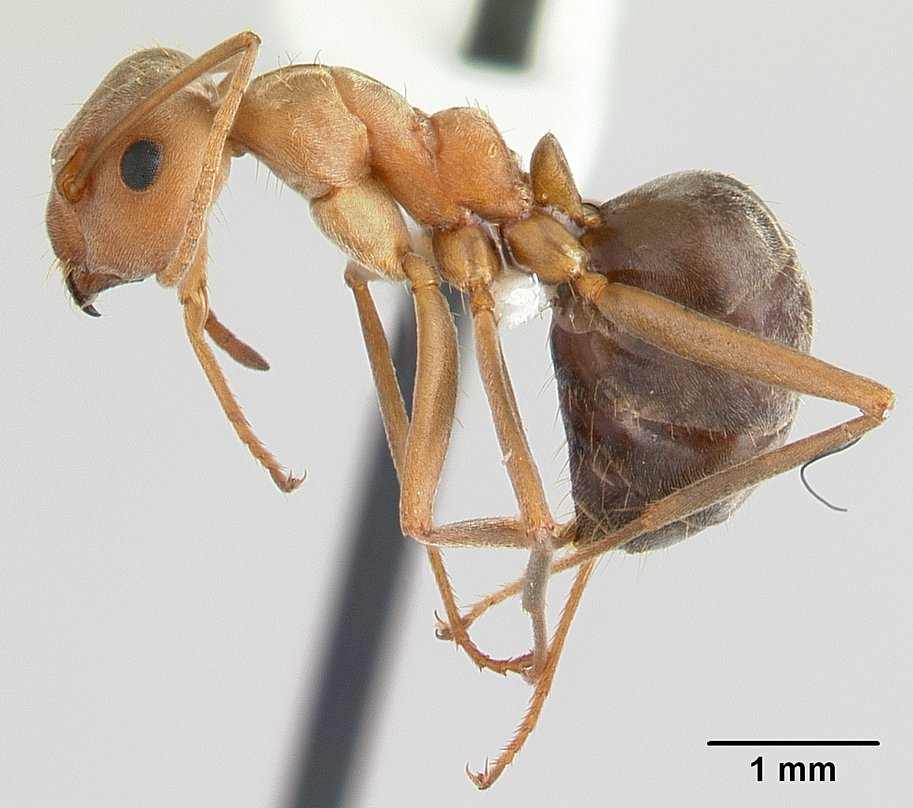
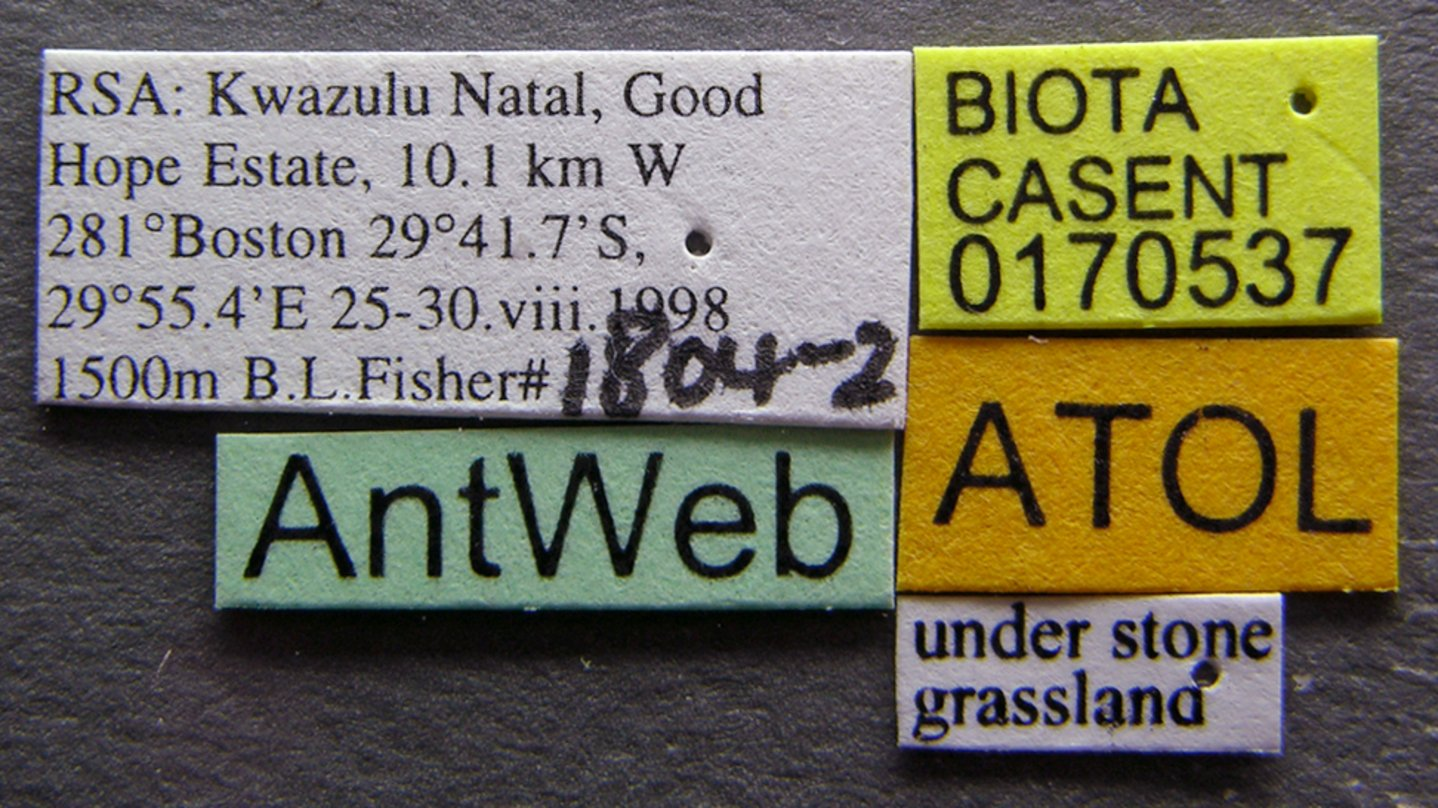
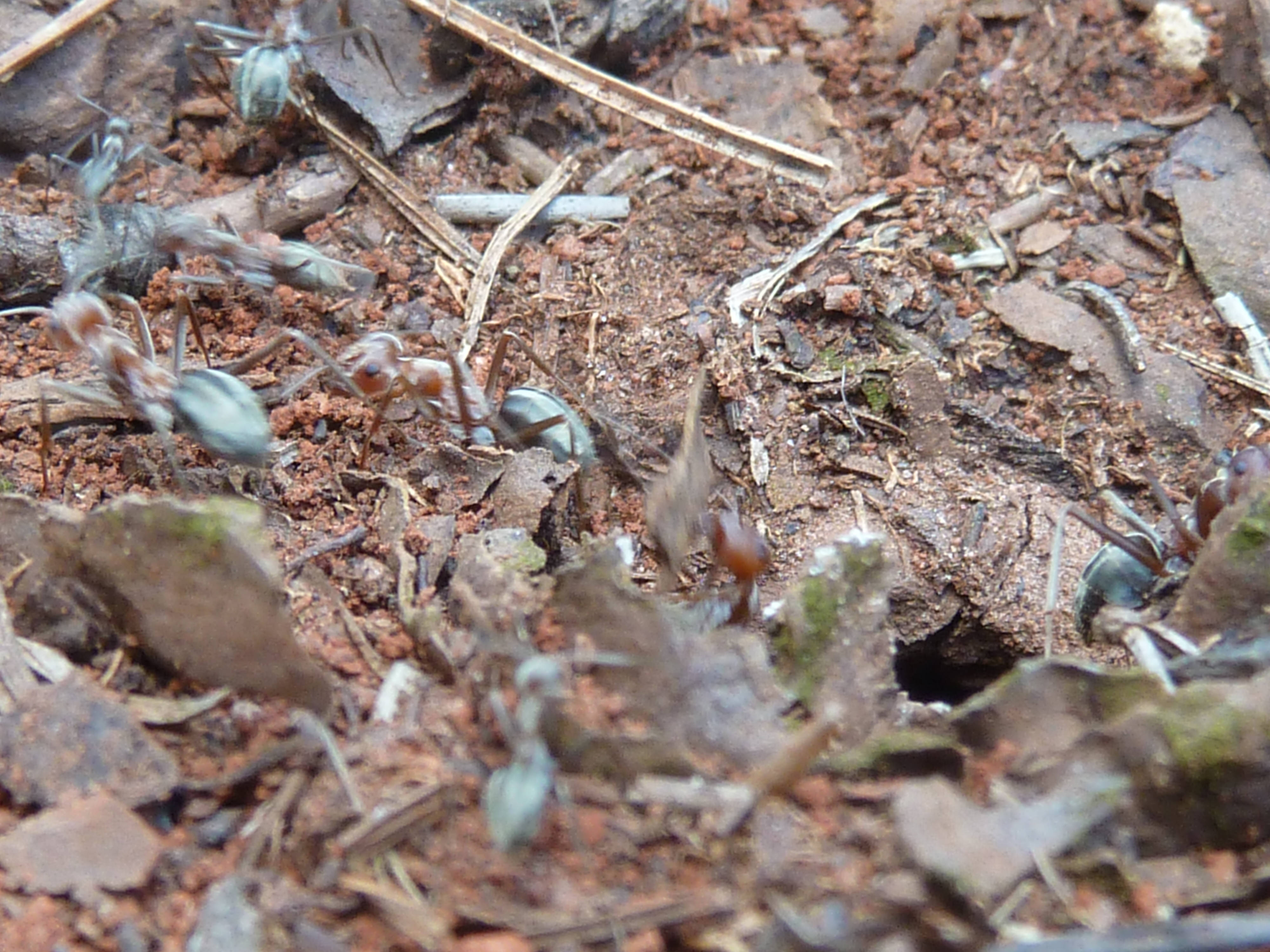
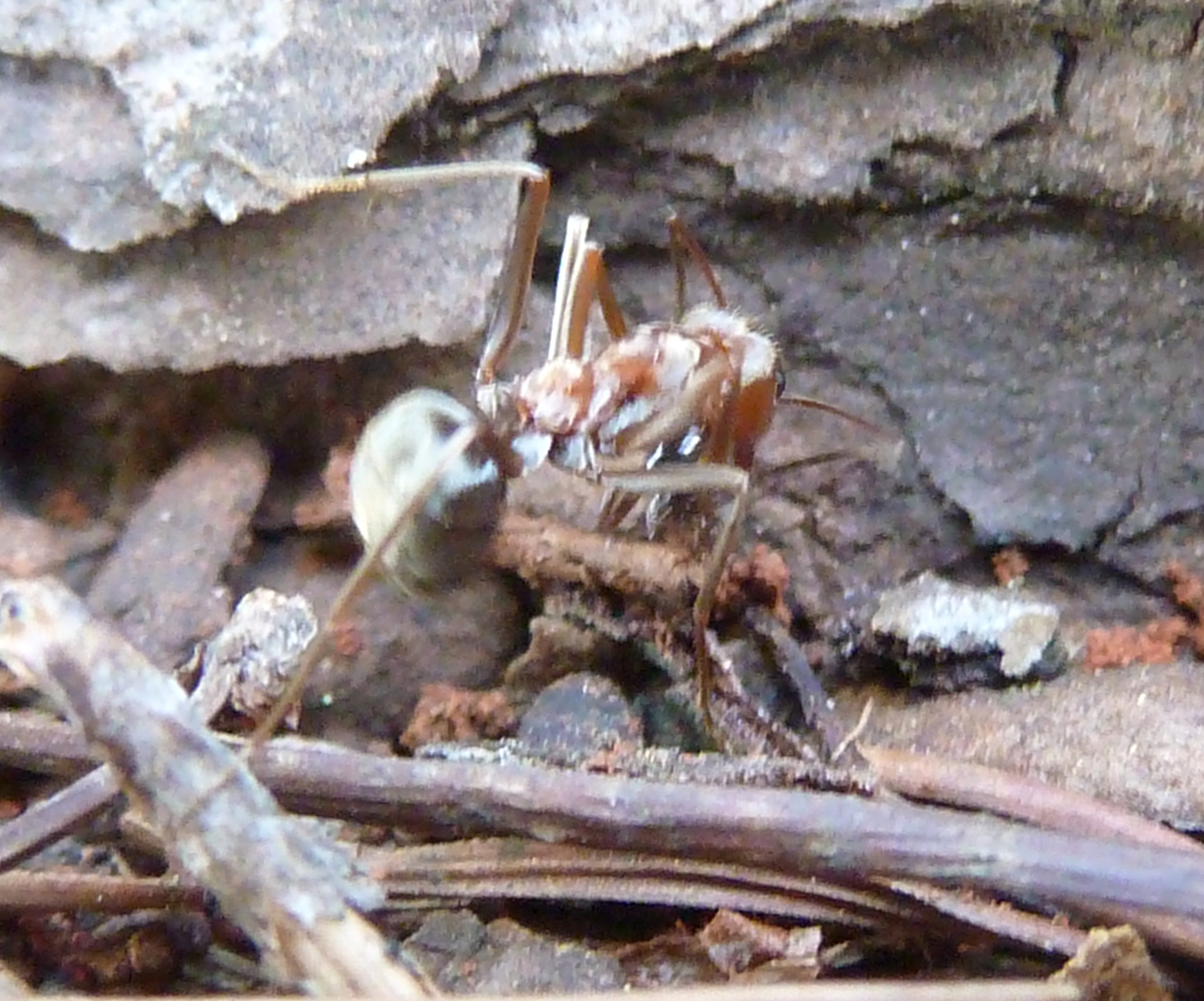
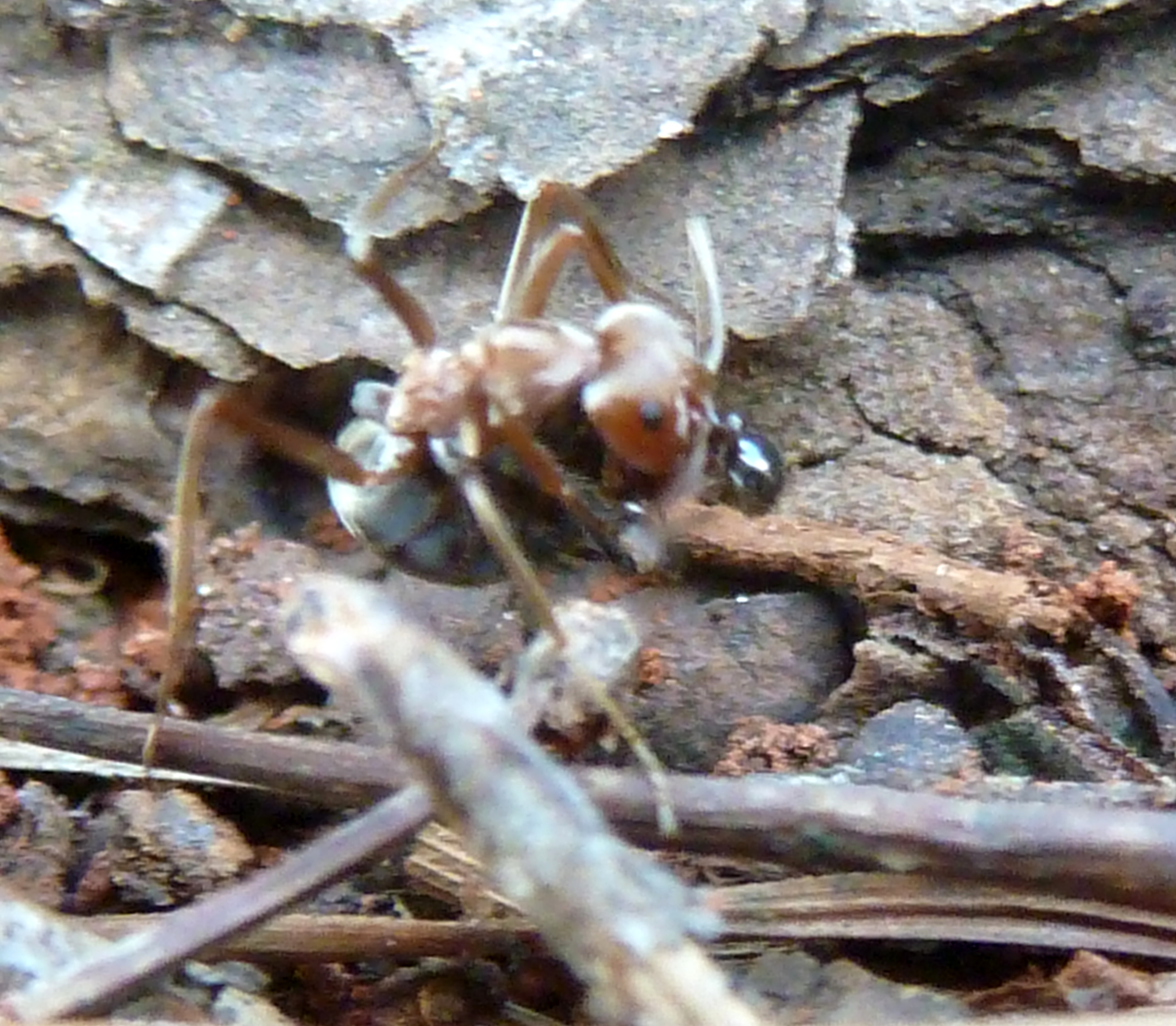
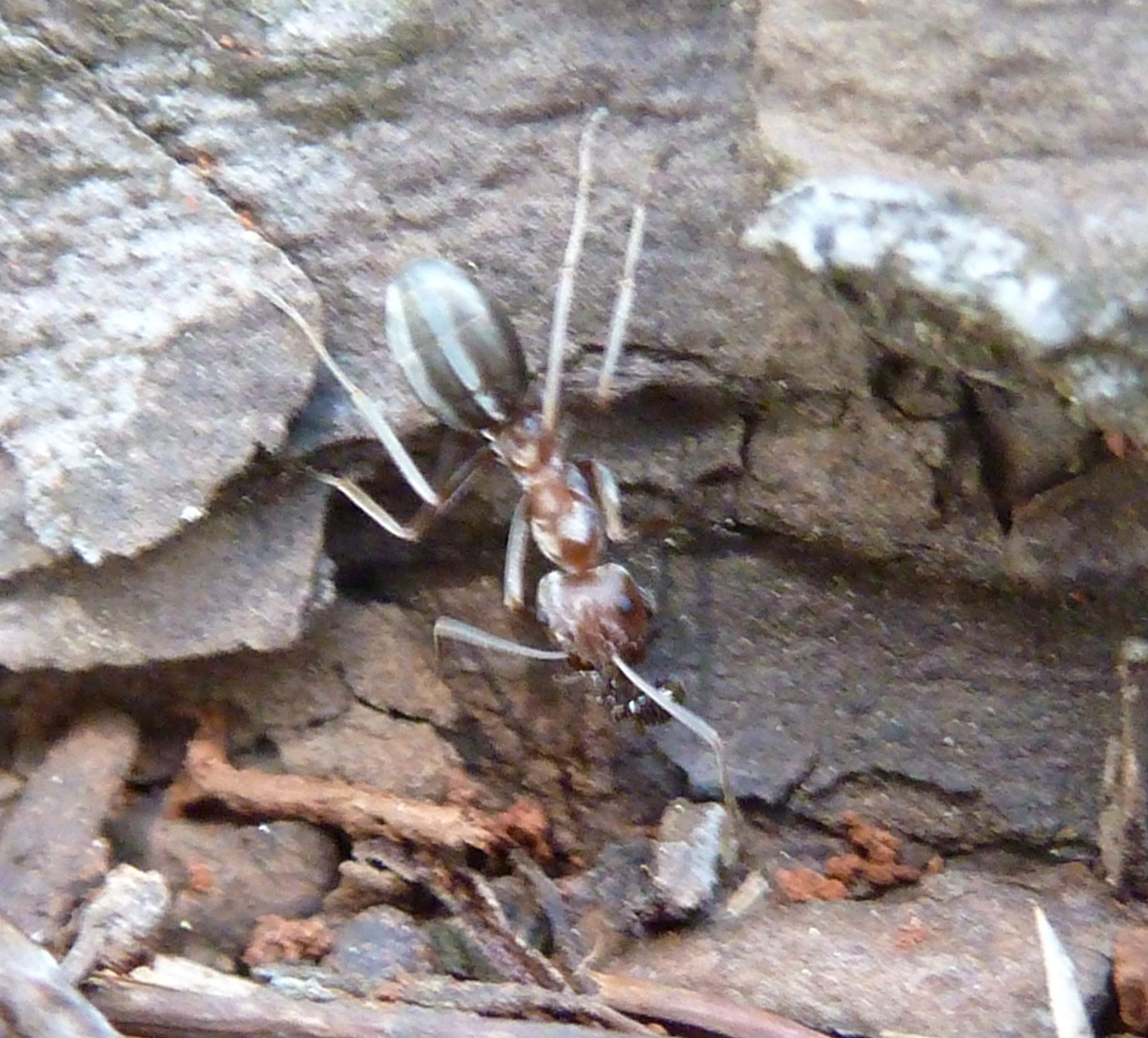
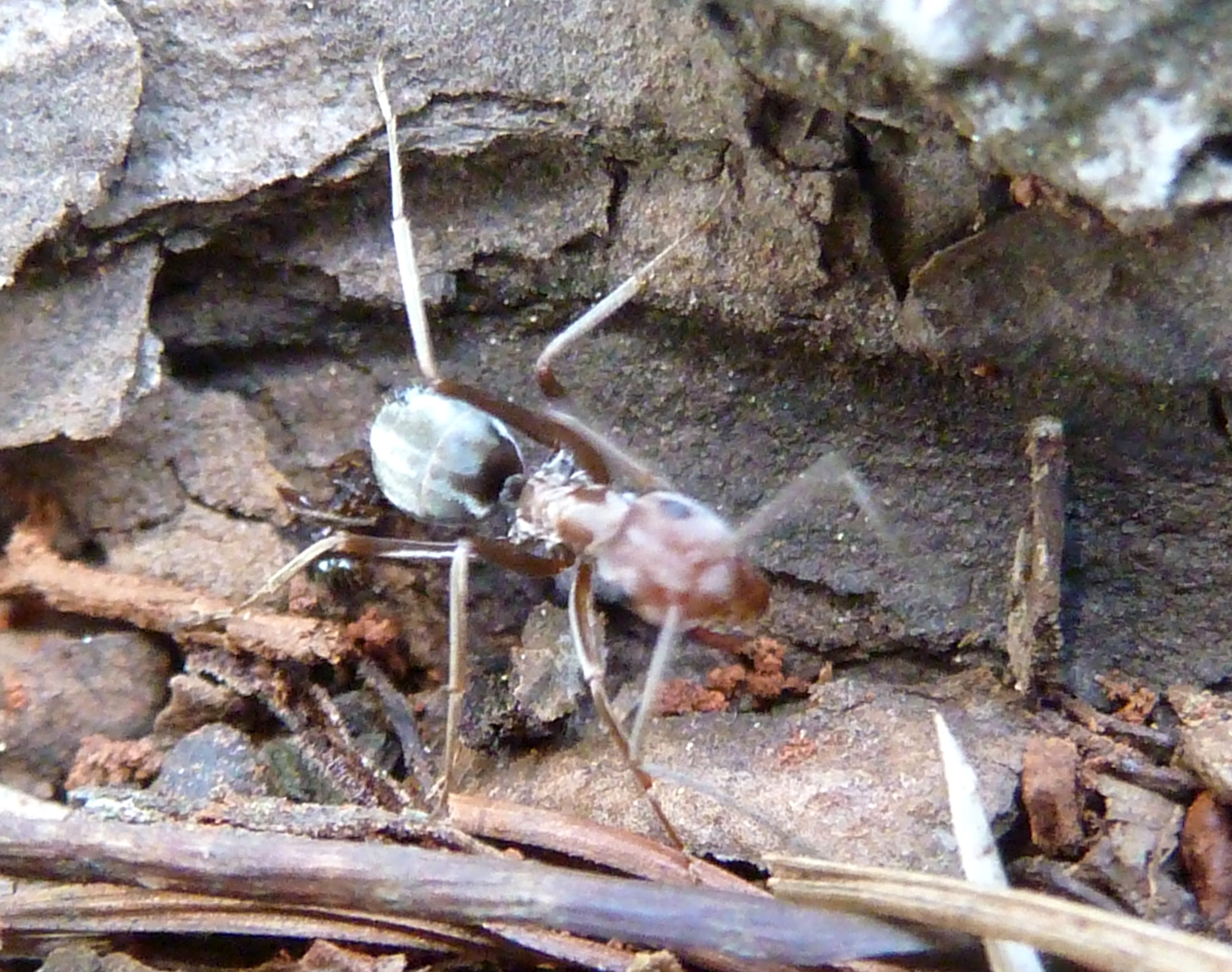
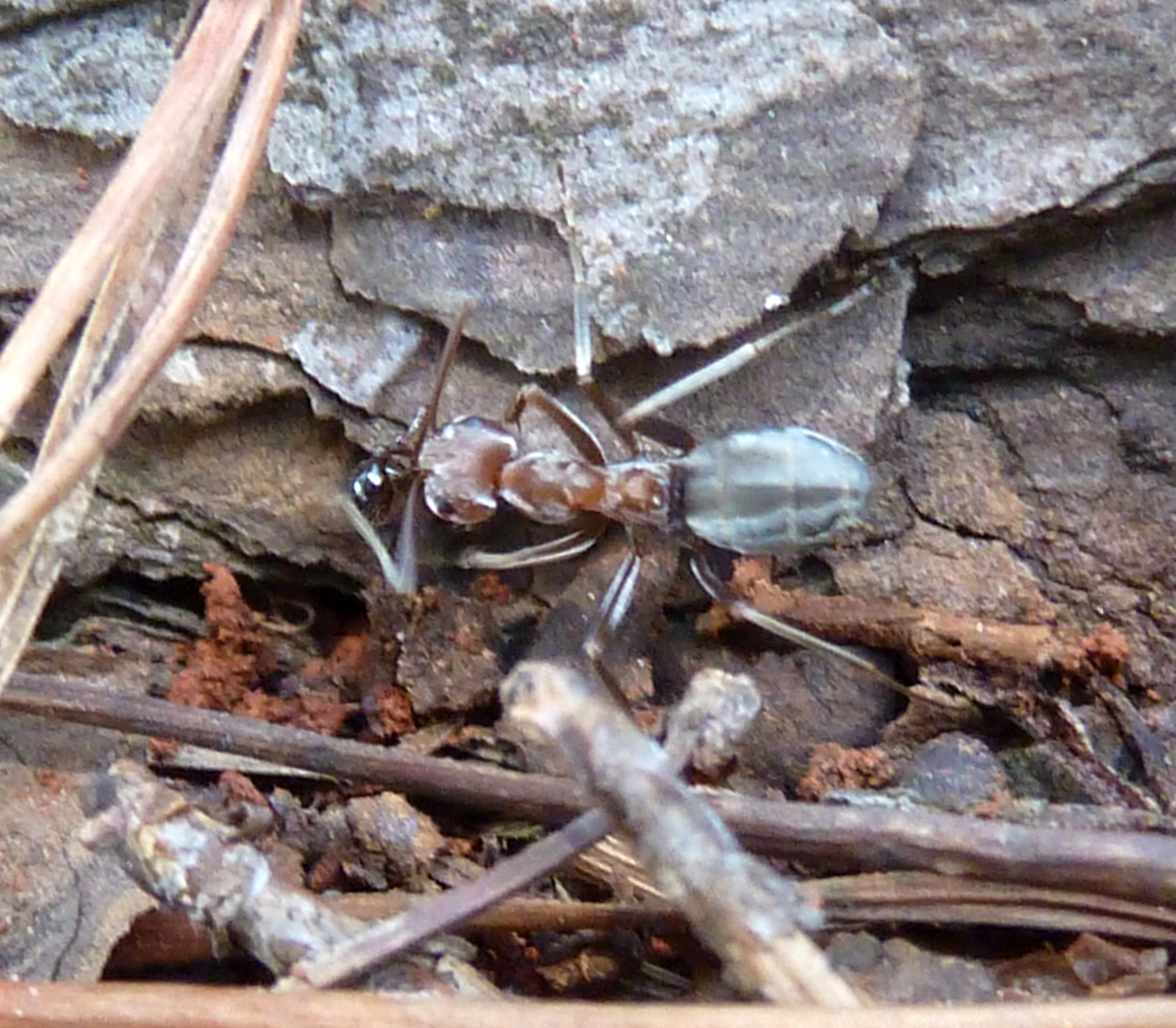